# Siphlonuridae
Famille
Les Siphlonuridae forment une famille d'insectes appartenant à l'ordre des éphéméroptères.

## Liste des genres
Selon ITIS :
- Edmundsius Day, 1953
- Parameletus Bengtsson, 1908
- Siphlonisca Needham, 1909
- Siphlonurus Eaton, 1868

## Synonymes
- Dipteromimidae Kluge, Studemann, Landolt & Gonser, 1995
- Siphlonuridae Klapálek, 1909
- Siphlonuridae Ulmer, 1920
- Siphlurines Albarda in Selys-Lonchamps, 1888